# Битка при Даяр
Битка при Даяр е част от руското настъпление, в началния период от действията на Кавказкия фронт по време на Руско-турската война (1877-1878).

## Оперативна обстановка
Поражението на османските сили в битката при Драмдаг, предизвиква необходимост от осигуряване на десния фланг на главните сили на Ахмед Мухтар паша. Насочва части от позицията при Зевин към село Даяр в състав от 15 000 офицери и войници.
Незабавно на 9 юни, към селото се насочва Ереванския руски отряд с командир генерал-лейтенант Арзас Тергукасов и заема височините около Даярското дефиле. Позицията е с обща дължина 7 км.

## Бойни действия
Боят е започнат от османските части. Предприемат демонстративно нападение срещу левия руски фланг полковник Алексей Слюсаренко и центъра с командир генерал-майор Адолф фон Шак. Главният удар се стоварва срещу десния фланг с командир генерал-майор Иван Броневски. Около 16:30 часа в боя се включват всички османски сили. Руските позиции на левия фланг няколко пъти преминават от едно в друго владение. Десният руски фланг е отхвърлен назад, но контраатаката на частите от центъра се превръща в общо настъпление по целия фронт. Противникът е отхвърлен на изходните позиции.
Руските загуби са 450 убити и ранени офицери и войниц. Турските загуби са около 4000 убити и ранени офицери и войници. След края на боя около 22:00 часа и двете страни изоставят позициите и се насочват към Зевин. Тук се очаква решителната битка за началния етап на войната на Кавказкия фронт.